# Jamie Clapham
James Richard „Jamie“ Clapham (* 7. Dezember 1975 in Lincoln) ist ein ehemaliger englischer Fußballspieler. Der linke Außenverteidiger war langjährig in der Premier League bei Ipswich Town und später für Birmingham City aktiv.

## Sportlicher Werdegang
Der in der Grafschaft Lincolnshire geborene Clapham entstammt einer Fußballerfamilie. Sowohl sein Vater Graham als auch Großvater Bert Wilkinson hatten schon in den englischen Profiligen gespielt. Er selbst begann seine Profilaufbahn in London bei Tottenham Hotspur, wo er jedoch in nur einem einzigen Ligaspiel in der Premier League zum Einsatz kam. Dieses fand am 11. Mai 1997 gegen Coventry City statt und endete mit einer 1:2-Niederlage. Zuvor hatte er bereits bei zwei Klubs während jeweils einmonatiger Leihphasen in unteren Profiligen Erfahrungen gesammelt. Dazu zählten ab Ende Januar 1997 ein Kurzengagement in der vierten Liga bei Leyton Orient und ab Ende März 1997 fünf Meisterschaftspartien für den Drittligisten Bristol Rovers.
Auch in der Spielzeit 1997/98 änderte sich an seinem Status wenig und im Januar 1998 entschied sich die Vereinsführung der „Spurs“ für eine erneute Ausleihe. Adressat war nun der Zweitligist Ipswich Town und nach Ablauf der zweimonatigen Frist waren die „Tractor Boys“ von den gezeigten Leistungen überzeugt. Clapham wechselte für eine Ablösesumme in Höhe von 300.000 Pfund den Verein und war in den folgenden knapp fünf Jahren eine feste Größe im Abwehrverbund des Klubs, dem im Jahr 2000 der Aufstieg in die oberste englische Spielklasse gelang. Ein Jahr zuvor war er vereinsintern zum besten Spieler der abgelaufenen Saison gewählt worden und vor allem mit seinen Freistößen mit dem linken Fuß setzte der Linksverteidiger auch offensiv Akzente. Neben 207 Ligaspielen und acht Toren kam er auch im UEFA-Pokal zum Einsatz und bestritt dort zwölf Partien in den beiden aufeinander folgenden Runden 2001/02 sowie 2002/03. Da der Klub nach dem Abstieg aus der Premier League 2002 einen harten Sparkurs im Rahmen eines Insolvenzverfahrens verfolgen musste, stand Clapham ebenfalls auf der Verkaufsliste und so nahm der Klub im Januar 2003 das Transferangebot des Erstligisten Birmingham City in Höhe von 1,3 Millionen Pfund an.
Auf Anhieb setzte sich Clapham auch im neuen Umfeld in Birmingham durch und eroberte sich einen Stammplatz, bis ihn eine Verletzung im Dezember 2003 zurückwarf und im Februar 2004 noch eine Gürtelrosenerkrankung hinzu kam. Nach seiner Rückkehr blieb er weiter im Kader des Vereins, sah sich aber in den nun folgenden zwei Jahren auf seiner Position zunehmender Konkurrenz in Person von Stan Lazaridis und Julian Gray ausgesetzt. Insgesamt absolvierte er 84 Ligapartien für die „Blues“ und schoss am 28. Dezember 2005 gegen Manchester United (2:2) sein einziges Tor. Ein weiterer Vereinswechsel rückte näher und nach einem Probespiel für Sheffield United im Juli 2006 und angeblichem Interesse seines Ex-Klubs aus Ipswich entschied sich Clapham im August 2006 dazu, beim Zweitligaaufstiegskandidaten Wolverhampton Wanderers einen Zweijahresvertrag zu unterschreiben.
Bei den „Wolves“ bestritt Clapham 26 Zweitligapartien in der Saison 2006/07. Dabei konnte er seinen Trainer Mick McCarthy aber nicht von einer Fortführung der Zusammenarbeit überzeugen und so fand sich der Abwehrspieler nach nur einem Jahr auf der Transferliste wieder. Da sich jedoch kein Käufer fand, lieh ihn der Verein im August 2007 in die drittklassige Football League One an Leeds United für drei Monate aus. Nach seiner Rückkehr nach Wolverhampton blieb ihm der Weg in die erste Mannschaft weiter verwehrt und am 31. Januar 2008 fand sich mit dem Zweitligakonkurrenten Leicester City ein Abnehmer für den ablösefrei zur Verfügung stehenden Spieler. Clapham bestritt elf Ligaspiele in der ausgehenden Saison 2007/08, erhielt dann aber im Mai 2008 keinen neuen Vertrag bei den „Foxes“.
Auf der Suche nach einem neuen Klub versuchte sich Clapham zunächst bei West Bromwich Albion, wo mit Tony Mowbray sein ehemaliger Förderer aus Ipswich Trainer war. Dort wurde man sich aber ebenso wenig handelseinig, wie kurze Zeit später bei Southend United. Er trainierte im Anschluss zwei Wochen bei Notts County mit, unterzeichnete dort im September 2008 zunächst einen kurzfristigen Kontrakt und erhielt bei dem Viertligisten im Januar 2009 eine weitere Verlängerung bis zum Ende der Saison 2009/10.
Im Juli 2010 unterschrieb er beim Ligakonkurrenten Lincoln City einen neuen Kontrakt mit einer einjährigen Laufzeit. Die letzte Station seiner Spielerlaufbahn war der Fünftligist Kettering Town, bei dem er in der Frühphase der Saison 2011/12 drei Partien auf vertragsloser Basis bestritt, bevor er den Klub bereits im September 2011 wieder verließ.